# Rogue (videogioco)
Rogue è un videogioco per computer di esplorazione del sottosuolo, apparso nel 1980 circa sui mainframe Unix, poi riedito in versione definitiva nel 1983 e votato da PC World Magazine come il sesto miglior gioco per PC di tutti i tempi, nonostante abbia la grafica composta unicamente da caratteri di testo e codice ASCII. 
Ha ispirato una classe di giochi derivati noti collettivamente come roguelike ovvero "stile Rogue", "alla Rogue". Alcuni dei membri di questo genere di gioco includono Hack e il suo successore NetHack, Larn, Moria, ADOM e Angband.

## Modalità di gioco
Il giocatore assume il ruolo di un avventuriero tipico dei giochi di ambientazione fantasy come Dungeons & Dragons.
Il personaggio inizia dal livello più superficiale di un enorme antro sotterraneo, pieno di mostri e di tesori. L'obiettivo è di combattere per raggiungere il 26º livello dei sotterranei, recuperare l'Amuleto di Yendor e tornare in superficie.
Fino al ritrovamento dell'amuleto il giocatore non può risalire le scale che ha usato per scendere. Contrariamente a molti dei videogiochi d'avventura suoi contemporanei, però, ogni livello è generato casualmente, dalla mappa dei singoli livelli ai mostri e ai tesori ivi contenuti, fino alla stessa funzione dei tesori – ad esempio in una partita la pozione gialla può essere una pozione di cura e in un'altra una pozione di velocità, rendendo necessaria ogni volta una cauta sperimentazione – il che rende ogni partita unica. La grafica di questo gioco è composta interamente da caratteri ASCII; per questo i mostri sono rappresentati dalle lettere dell'alfabeto, dalla A di Aquator alla Z di Zombie.

## Rog-O-Matic
L'input e l'output del programma originale è basato su un'interfaccia a terminale ed è relativamente semplice, in Unix, ridirezionare l'output verso un altro programma. Prima dell'introduzione della funzione "save" nelle versioni ritoccate del gioco, nessun umano lo aveva mai completato: ci riuscì invece un programma di questo tipo, Rog-O-Matic, sviluppato nel 1981 per giocare e vincere il gioco, da quattro studenti del dipartimento di informatica della Carnegie-Mellon University di Pittsburgh: Andrew Appel, Leonard Harney, Guy Jacobson e Michael Loren Mauldin.
Ken Arnold, uno degli autori, disse che "sicuramente ogni versione successiva di Rogue avrebbe aggiunto nuove caratteristiche per battere Rogue-O-Matic."